# Cururupu´
Cururupu´ là một đô thị thuộc bang Maranhão, Brasil. Đô thị này có diện tích 935,59 km², dân số năm 2007 là 40029 người, mật độ 42,8 người/km².